# Behold
Behold è il terzo album del cantante pop danese Mads Langer, pubblicato il 27 maggio 2011 dall'etichetta discografica Columbia.
Il disco ha ottenuto un buon successo in Danimarca, raggiungendo la seconda posizione della classifica, ed è stato anticipato dal singolo Microscope. Contiene anche due singoli di successo dell'artista usciti negli anni precedenti all'album: You're Not Alone e Fact-Fiction.

## Tracce
CD (Columbia 88697895782 (Sony) / EAN 0886978957825)
1. I'm Leaving – 4:34
2. The River Has Run Wild – 1:03
3. Riding Elevators – 3:44
4. Microscope – 3:01
5. Fact-Fiction – 4:21
6. Drunken Butterfly – 3:55
7. You're Not Alone – 3:11 (Tim Kellett, Robin Taylor-Firth)
8. Remains of You – 3:45
9. Last Flower – 3:46
10. Rearranged – 4:22
11. I Love You – 3:45
12. Death Has Fallen in Love – 4:35

## Classifiche
| Classifica | Posizione raggiunta |
| ---------- | ------------------- |
| Danimarca  | 2                   |